# Otto Wallén

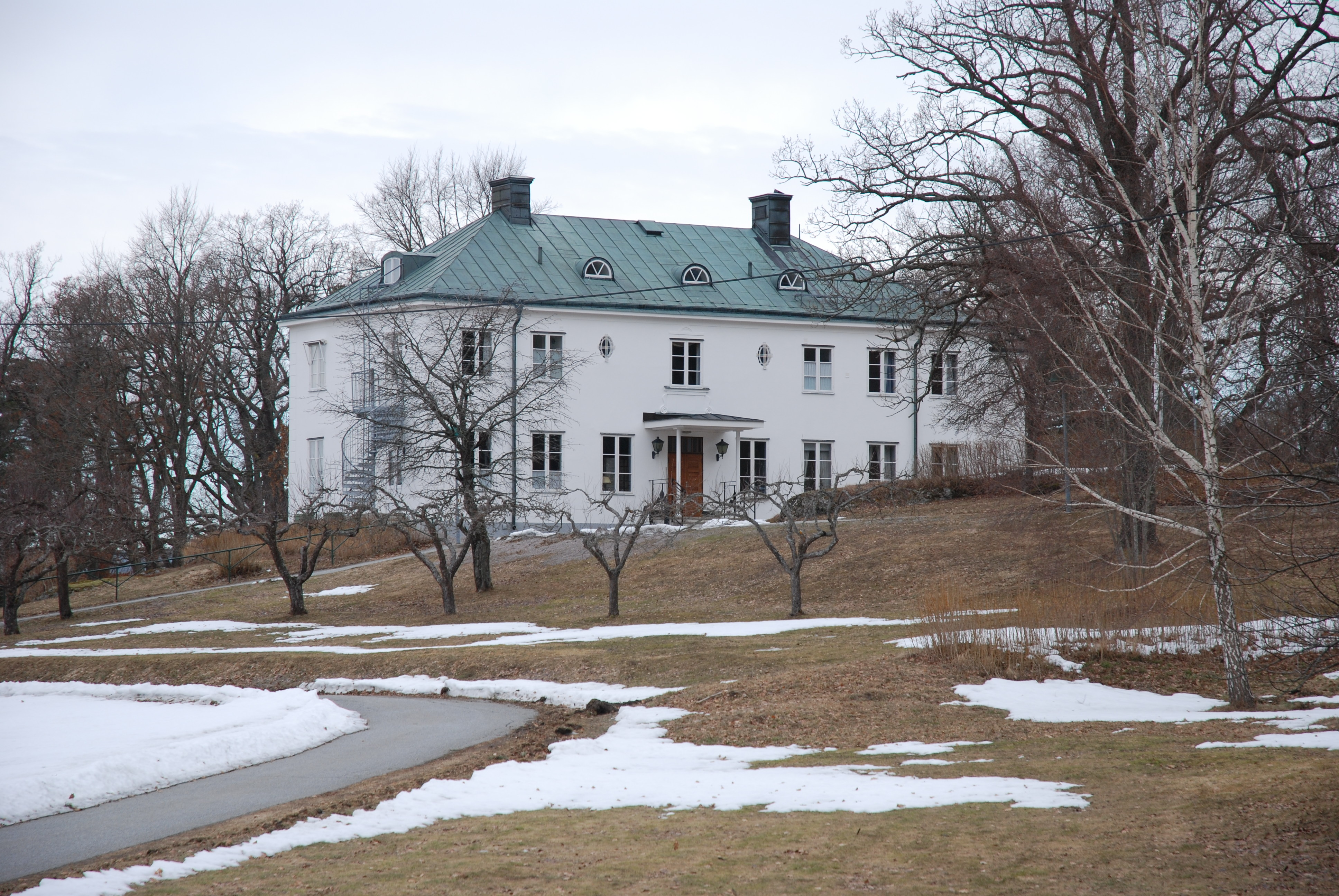
Otto Walléns Sånga-Säby herrgård

Otto Albert Wallén, född 27 november 1885 i Tolgs församling, Kronobergs län, död 21 juni 1954 i Sorunda församling, Stockholms län, var en svensk lantbrukare och politiker.

## Biografi
Otto Wallén var son till lantbrukaren Jonas Fredrik Johansson och Carin Johansdotter. Han tog studentexamen i Lund och verkade därefter som lärare och som korrespondent vid Sandvikens järnbruk 1907–10 samt som stadskassör i Södertälje 1911–18. Åren 1918–19 var han verkställande direktör för AB Svensk Import, som följde på statliga livsmedelsförsörjningsorgan under första världskriget. Detta bolag var bland de främsta i att slå mynt på försörjningskrisen, och uppmärksammades för de statsråd och andra ledande politiker och ämbetsmän som var verksamma eller delägare i bolaget. Wallén bedrev därefter affärsverksamhet på Sovjetunionen och de baltiska länderna för att 1927–43 driva jordbruk och handelsträdgårdsverksamhet på Sånga-Säby gård.

## Politiska aktiviteter
Otto Wallén var länge socialdemokrat och strävade efter att bygga upp en socialdemokratisk väljarbas på landsbygden, utanför städernas arbetarbefolkning. Mot slutet av 1920-talet medverkade han istället i att grunda en egen organisation, Riksförbundet Landsbygdens folk, RLF, och var i februari 1929 värd för det konstituerande mötet. 1931 grundade han även Stockholmsdistriktet av Svenska Landsbygdens Ungdomsförbund. 

Genom stora donationer kunde Wallén bli ledamot av riksdagens andra kammare 1933–44, invald i Stockholms läns valkrets för bondeförbundet. Politiskt var han dock i många frågor isolerad till och med från sitt eget parti. Wallén förespråkade en utpräglad jordbruksprotektionistisk linje, och uppmärksammades också för ett riksdagsanförande 1939 där han uttalade sig antisemitiskt:
| ” | Jag erkänner gärna, herr talman, utan att blygas att jag idag är antisemit /.../ Den asiatiska folkstammen passar icke i sällskap med vår hyggliga svenska folkstam. /.../ Låt oss visa humanitära känslor, om det gäller att skicka pengar utomlands, men låt svenskt arbete förbehållas svenskarna och låt oss behålla det svenska blodet rent. | „ |